# Плевенско македонско благотворително братство
Плевенското македонско благотворително културно-просветно братство е организация на бежанците от областта Македония, установили се в Плевен.

## История
На 1 юли 1885 година в София, по покана на софийското дружество „Македонски глас“, се събират на конгрес в София представители на 18 македонски дружества от България, сред които и на Плевенското.
На Първия македонски конгрес, провел се в София на 19 – 28 март 1895 година, е основана Македонската организация, която бързо започва да образува клонове в цялата страна. Дружеството в Плевен участва активно в дейността на Организацията. На Втория конгрес от 3 до 16 декември 1895 година делегатът на Плевенското дружество е отхвърлен, на Седмия конгрес от 30 юли до 5 август 1900 година делегат е Димитър Йосифчев и на Осмия конгрес от 4 до 7 април 1901 година делегати са Димитър Константинов и Георги Узунов.
На 10 август 1919 година Македонската благотворителна дружба в Плевен се саморазпуска и се преобразува в македонско братство. Начело като председател остава протойерей Димитър Ташев, а освен него в настоятелството влизат Димитър Башев (подпредседател), Петър Петрунев (секретар), Стоян Титев (касиер), а Александър Развигоров, Траян Конов, Ставри Тишев, Григор Пепелюгов, Христо Карамфилов и Ангел Николов, запасни членове са Анастас Мицаров и Христо Попов. В контролната комисия влизат Богатин Нагалов (председател), Минчо Тишев и Григор Натев са членове, Иван Костов и Михаил Фитов са запасни членове.
Делегати от братството на обединителния конгрес на СМЕО и МФРО от януари 1923 година са Ставри Тишев и Траян Конов.
На 13 декември 1925 година е избрано ново настоятелство на братството в състав Траян Конев (председател), Петър Петрушев (подпредседател), Кирил Пеев (секретар), Борис Бошев (касиер), Александър Развигоров (кореспондент) и съветници Стоян Куршумов и Григор Настев.
На 5 юни 1938 година в ново ръководство влизат Траян Конов Дончев (председател), Петър П. Петрушев (подпредседател), Кирил Николов Пеев (секретар), Михал Пасков (секретар), Георги Иванов Петров (съветник) Ставри Д. Тишев (съветник) и Стоян Манолов Куршумлиев (секретар). В контролната комисия влизат Анастас Д. Мацарев (председател) и членовете Тодор Димитров и Васил Стамболиев.
След Деветосептемврийския преврат от 1944 година братството е преобразувано в Македонско културно просветно дружество „Илинден“ (1956 - 1977), а негов архив се съхранява в Държавен архив – Плевен.